# Труп мого ворога
«Труп мого ворога» (фр. «Le corps de mon ennemi») — французький фільм режисера Анрі Вернея з Жаном-Полем Бельмондо у головній ролі, випущений 13 жовтня 1976 року.

## Сюжет
Відсидівши сім років у в'язниці за безпідставним звинуваченням, Франсуа Леклер повертається в рідне містечко. Він не може пробачити своїх кривдників, через яких втратив кілька років життя: Франсуа оголошує війну своїй колишній коханій і її батькові.

## У ролях
- Жан-Поль Бельмондо: Франсуа Леклерк
- Бернар Бліє: Жан-Батіст Бомон-Лігар
- Марі-Франс Пізьє: Жильбер Бомон-Лігар, дочка Жана Батіста
- Франсуа Перро: Рафаель Ді Масса
- Даніель Іверне: Віктор Вербрук, мер
- Клод Броссе: Оскар
- Івонна Гаудо: мадам Бомон-Лігар
- Рене Лефев: П'єр Леклерк, батько Франсуа
- Мішель Бон: друг дитинства Франсуа
- Ніколь Гарсія: Елен
- Елізабет Маргоні: Карина
- Жак Давід: прокурор Торільйон

## Знімальна група
- Режисер — Анрі Верней
- Сценарій — Фелісьян Марсо, Мішель Одіар, Анрі Верней
- Продюсер — Жан-Поль Бельмондо, Анрі Верней, Крістіан Лентретьєн
- Оператор — Жан Пензер
- Композитор — Франсіс Лей
- Художник — Франсуа Де Ламот, Полетт Брейл, Жаклін Моро
- Монтаж	— П'єр Джиллетт